# Percorso dei Monasteri di Valencia

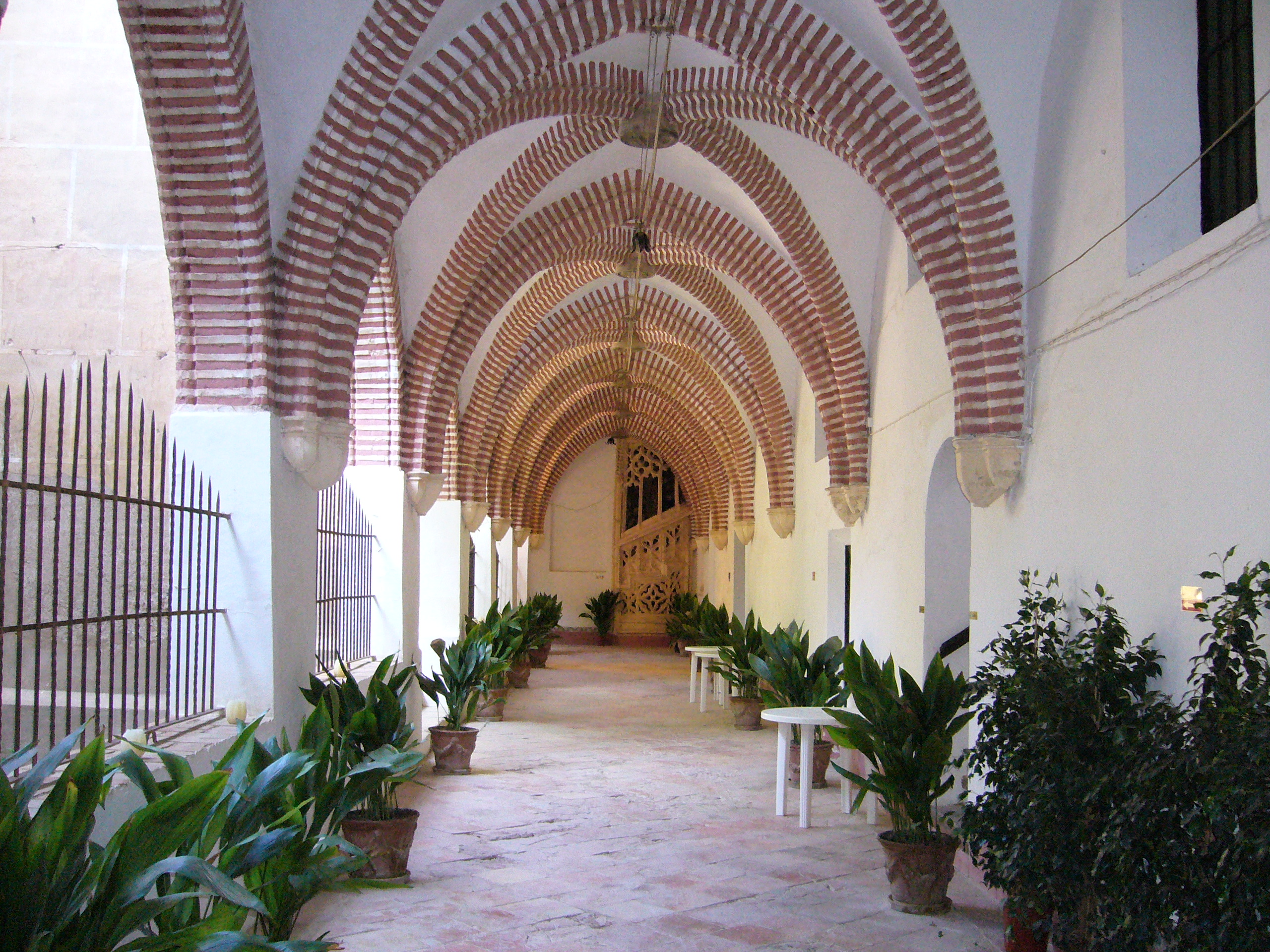
Chiostro del monastero di San Girolamo di Cotalba, Alfauir.

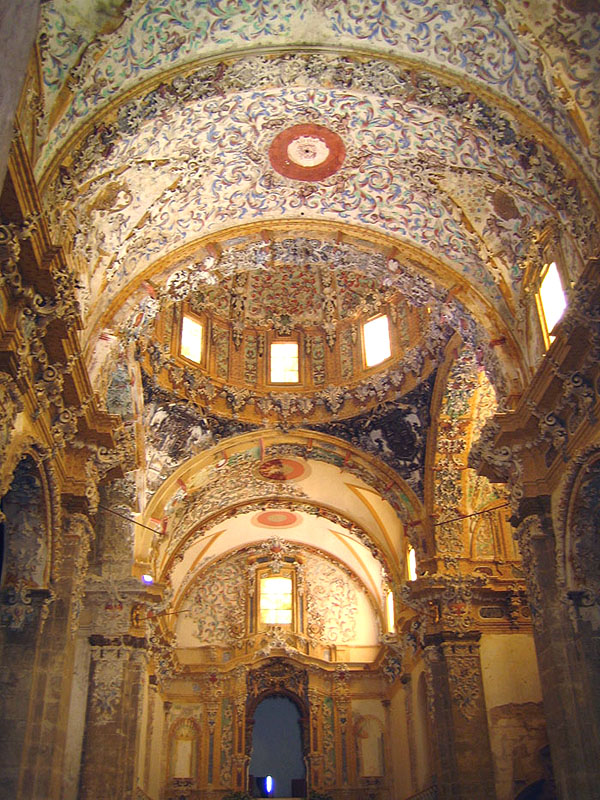
Chiesa del monastero di Santa María de la Valldigna, Simat de la Valldigna.

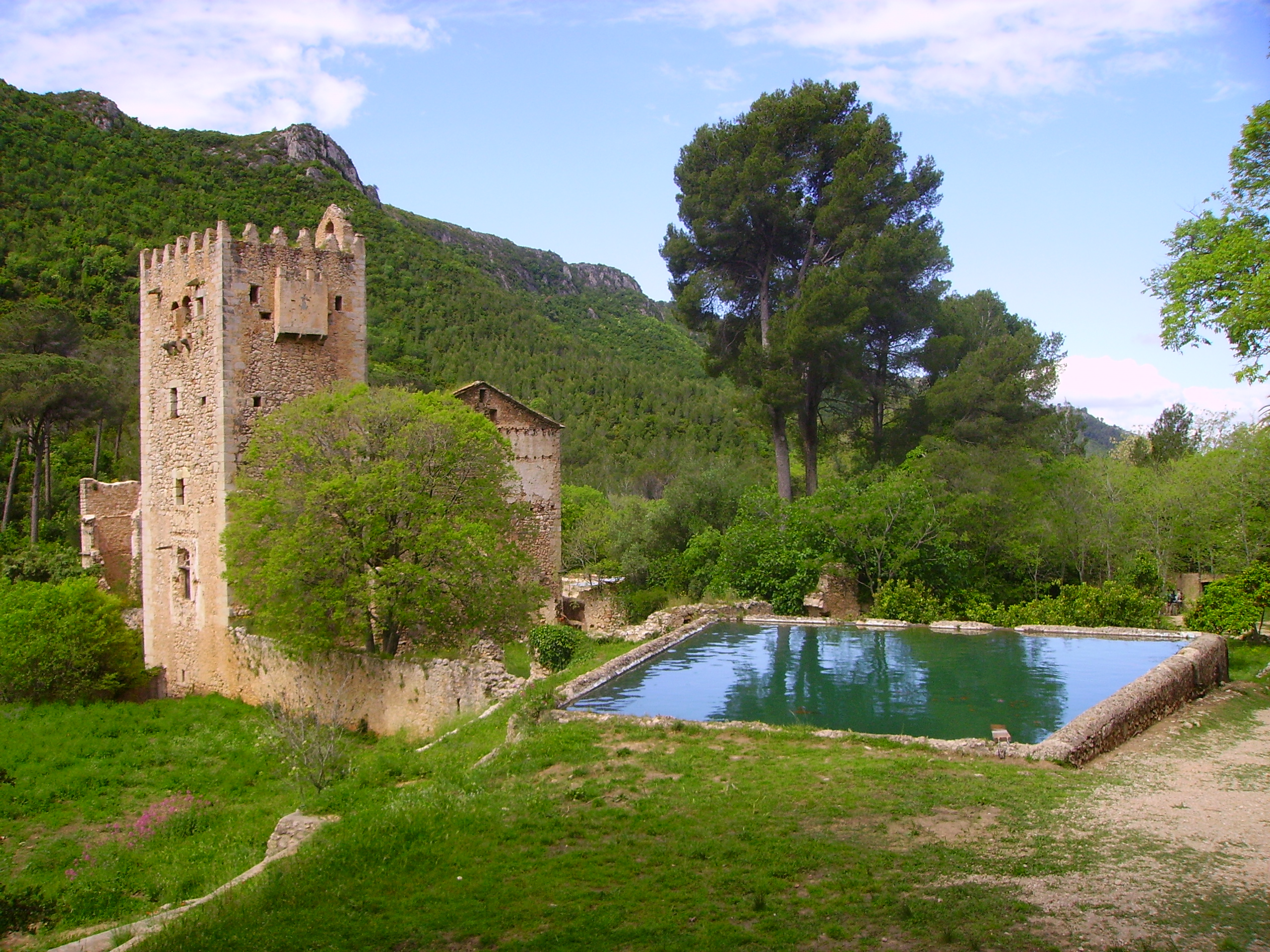
Vista generale del monastero di la Murta, Alzira.

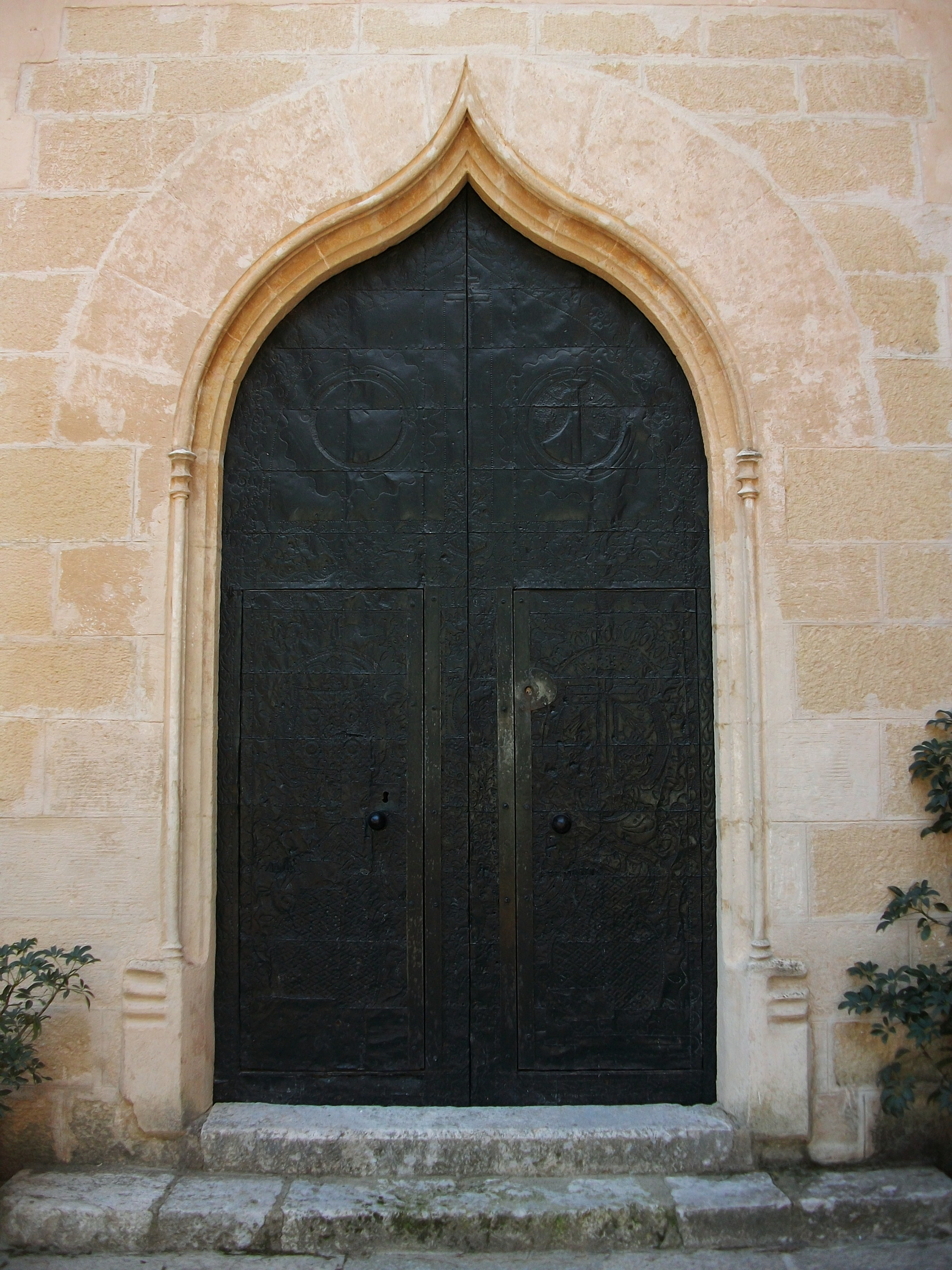
Monastero di Corpus Christi, Luchente.

Il percorso dei Monasteri di Valencia è un percorso religioso, culturale e turistico che collega i monasteri de la Murta ad Alzira, Aigues Vives a Carcaixent, Santa Maria de la Valldigna a Simat, San Girolamo di Cotalba ad Alfauir, Corpus Christi a Llutxent, tutti situati nella regione centrale della provincia spagnola.

## Monasteri
- 1 Monastero di San Girolamo di Cotalba, a Alfauir.
- 2 Monastero di Corpus Christi, a Luchente.
- 3 Monastero di Santa María de la Valldigna, a Simat de la Valldigna.
- 4 Monastero di Aguas Vivas, a Carcaixent.
- 5 Monastero di la Murta, a Alzira.

## Percorso
| Identificatore | Denominazione                      | Percorsi | Itinerari                                               |
| -------------- | ---------------------------------- | --- | ------------------------------------------------------- |
| GR-236         | Percorso dei Monasteri di Valencia | Gandia - Almoines - Beniarjó - Beniflá - Palma de Gandía - Monastero di San Girolamo di Cotalba - Rótova - Alfauir - Almiserà - Castillo de Vilella - Luchente - Monastero di Corpus Christi - Castillo de Xio - Pinet - Bárig - Simat de la Valldigna - Monastero di Santa María de la Valldigna - Benifairó de la Valldigna - Monastero de Aguas Vivas - La Barraca de Aguas Vivas - Monastero de La Murta - Alzira | - A piedi - Automobile - Bicicletta (MTB) - Equitazione |

All'interno di questo viaggio ci sono due percorsi diversi. La prima strada, per l'accesso ai monasteri con i veicoli. E la seconda condizione per l'escursionismo: il GR-236 (oltre Template:90 di lunghezza).

### Percorso con automobile
- 1 Monastero di Corpus Christi
- 2 Luchente
- 3 Benicolet
- 4 Monastero di San Girolamo di Cotalba
- 5 Gandia
- 6 Marchuquera
- 7 La Drova
- 8 Barig
- 9 Simat de la Valldigna
- 10 Monastero di Santa Maria de la Valldigna
- 11 Monastero di Aguas Vivas
- 12 La Barraca de Aigües Vives
- 13 Alzira
- 14 Monastero di Santa Maria de la Murta

### Percorso per escursionismo
GR-236: Il sentiero si snoda lungo sentieri antichi come storico medievale sul povero sentieri, sentieri di montagna, vecchie strade e ferrovia. Si inizia presso la stazione ferroviaria di Gandia e finisce di Alzira, per connetterti con mezzi pubblici.
- 1 Monastero di San Girolamo di Cotalba, Alfauir.
- 2 Monastero di Corpus Christi, Llutxent.
- 3 Monastero di Santa María de la Valldigna, Simat de la Valldigna.
- 4 Convento di Aguas Vivas, Carcaixent.
- 5 Monastero di La Murta, Alzira.